# علي محمد داود
علي محمد داود هو سياسي جيبوتي، ولد في 28 أغسطس 1950 في جيبوتي في جيبوتي. حزبياً، نشط في جبهة استعادة الوحدة والديمقراطية. وقد انتخب عضو الجمعية الوطنية في جيبوتي.